# 琼岛岩黄树
琼岛岩黄树（学名：Xanthophytum attopevense）为茜草科岩黄树属下的一个种。